# Karl von Westhoven
Karl von Westhoven (* 24. März 1832 in Ahaus; † 24. Dezember 1920 in Münster) war ein deutscher Konsistorialpräsident in der Provinz Westfalen.

## Leben
Als Sohn der Eheleute Ernst von Westhoven und seiner Frau Charlotte von Westhoven, geborene von Basse, studierte Karl von Westhoven Rechtswissenschaften. Mit Ablegung der ersten juristischen Staatsprüfung 1854 zum Gerichtsreferendar ernannt, folgte am 27. September 1856 die Vereidigung als Auskultator. 1867 war er als Kreisrichter in Dortmund tätig, von 1873 bis 1880 wurde er als Konsistorialrat beim Konsistorium in Berlin beschäftigt.
Anschließend war Karl von Westhoven Mitglied des Konsistoriums in Münster, ehe er am 25. Januar 1886 zum Oberregierungsrat und Dirigent der Kirchen- und Schulabteilung der Königlich Preußischen Regierung in Oppeln ernannt wurde. Von Oppeln wechselte er in gleicher Stellung und bei unverändertem Dezernat an die Königlich Preußische Regierung Arnsberg. 1889 folgte seine Ernennung zum Oberkonsistorialrat, zugleich wurde er Mitglied des Evangelischen Oberkirchenrats. Mit dem 9. Dezember 1891 erhielt von Westhoven schließlich seine letzte Beförderung zum Konsistorialpräsidenten in Münster. Dieses Amt hatte er vom 21. Januar 1892 bis zum Eintritt in den Ruhestand am 1. Juli 1898 inne. Während dieser Zeit wurden ihm für sein Wirken der Rote Adlerorden II. Klasse mit Eichenlaub sowie der Kronenorden II. Klasse verliehen.
Am 6. März 1869 heiratete er in Dortmund Maria Clara Elisabeth Friederika (geborene Ostermann, * 1849). Das Paar hatte eine Tochter Berta (14. Juli 1871–2. November 1943), die den Juristen Friedrich Lohmann heiratete, mit dem sie drei Kinder hatte.